# Wolfram (Name)
Wolfram ist ein männlicher Vorname, der auch als Familienname verbreitet ist.

## Herkunft und Bedeutung
Der Name wird abgeleitet von den Wörtern Wolf und hraban (Rabe).

## Namenstage
- 25. Januar
- 20. März

## Namensträger

### Künstlername
- Wolfram, auch Karl Wolfram (Wolfram Vietze; 1928–?), deutscher Volksliedsänger
- Wolfram (Wolfram Eckert; 1983), österreichischer Musiker, siehe Wolfram (Musiker)

### Einzelname
- Wolfram von Freising († 937), seit 926 oder 927 Bischof von Freising
- Wolfram († 1126/37), Benediktinerabt von Münsterschwarzach
- Wolfram von Eschenbach (≈1160/80–1220), deutscher Dichter
- Wolfram I. von Praunheim (erwähnt ab 1189, † vor 1207), Reichsschultheiß von Frankfurt am Main
- Wolfram II. von Praunheim (genannt ab 1243; † 1274), langjähriger Reichsschultheiß von Frankfurt am Main

### Vorname
- Wolfram Adolphi (* 1951), deutscher Journalist und Politikwissenschaftler
- Wolfram Angerbauer (1938–2011), deutscher Archivar
- Wolfram Berger (* 1945), österreichischer Schauspieler
- Wolfram Beyer (Kameramann), deutscher Kameramann
- Wolfram Beyer (Politikwissenschaftler) (* 1954), deutscher Politikwissenschaftler, Pazifist und Musiker
- Wolfram Christ (* 1955), deutscher Bratschist und Dirigent
- Wolfram Christ (* 1963), deutscher Filmemacher und Buchautor
- Wolfram Dorn (Politiker) (1924–2014), deutscher Politiker (FDP)
- Wolfram Dorn (Tiermediziner) (* 1946), deutscher Veterinär
- Wolfram Drews (* 1966), deutscher Historiker
- Wolfram Eicke (1955–2019), deutscher Schriftsteller und Liedermacher
- Wolfram Eilenberger (* 1972), deutscher Publizist, Journalist, Philosoph und Verlagslektor
- Wolfram Esser (1934–1993), deutscher Journalist und Moderator
- Wolfram Ette (* 1966), deutscher Literaturwissenschaftler und Publizist
- Wolfram Fleischhauer (* 1961), deutscher Schriftsteller und Dolmetscher
- Wolfram Frommlet (* 1945), deutscher Autor, Journalist, Dramaturg, Regisseur und Hochschuldozent
- Wolfram Grandezka (* 1969), deutscher Schauspieler
- Wolfram Hagspiel (1952–2021), deutscher Kunsthistoriker, Denkmalpfleger und Autor
- Wolfram Hänel (* 1956), deutscher Schriftsteller
- Wolfram Huschke (Musikwissenschaftler) (* 1946), deutscher Musikwissenschaftler und Hochschullehrer; Sohn von Wolfgang Huschke (1911–2000)
- Wolfram Huschke (Cellist) (* 1964), deutscher Musiker
- Wolfram Jäger (Politiker) (* 1949), deutscher Politiker (CDU)
- Wolfram Jäger (Bauingenieur) (* 1951), deutscher Bauingenieur
- Wolfram Koch (Chemiker) (* 1959), deutscher Chemiker und Wissenschaftsmanager
- Wolfram Koch (Schauspieler) (* 1962), deutscher Schauspieler
- Wolfram Kons (* 1964), deutscher Journalist und Fernsehmoderator
- Wolfram Kuschke (* 1950), deutscher Politiker der SPD
- Wolfram Langer (1916–2002), deutscher Ökonom und Staatssekretär
- Wolfram Leibe (* 1960), deutscher Politiker (SPD) und Jurist
- Wolfram Lindner (1941–2010), deutscher Radsporttrainer
- Wolfram Löwe (* 1945), deutscher Fußballspieler
- Wolfram Martin (* 1945), deutscher Autor von Naturbüchern
- Wolfram Menzel (1933–2022), deutscher Informatiker und Mathematiker
- Wolfram Nagel (1923–2019), deutscher Vorderasiatischer Archäologe
- Wolfram Ostertag (1937–2010), deutscher Genetiker
- Wolfram Paulus (1957–2020), österreichischer Filmregisseur und Drehbuchautor
- Wolfram Pirchner (* 1958), österreichischer Unternehmer und ehemaliger Fernsehmoderator
- Wolfram Pyta (* 1960), deutscher Historiker
- Wolfram von Richthofen (Politiker) (1856–1922), deutscher Großagrarier und preußischer Politiker, MdH
- Wolfram von Richthofen (1895–1945), deutscher Heeres- und Luftwaffenoffizier und Luftwaffenkommandeur im Zweiten Weltkrieg
- Wolfram Röhrig (1916–1998), deutscher Pianist und Dirigent
- Wolfram Rudolphi (1906–1992), deutscher Kunstmaler und Grafiker
- Wolfram Schmitt-Leonardy (* 1967), deutscher Pianist
- Wolfram Schütte (* 1939), deutscher Journalist, Filmkritiker, Autor, Herausgeber
- Wolfram Setz (1941–2023), deutscher Historiker, Herausgeber, Übersetzer, Essayist
- Wolfram Siebeck (1928–2016), deutscher Journalist und Gastronomiekritiker
- Wolfram von Soden (1908–1996), deutscher Altorientalist
- Wolfram Tschiche (* 1950), DDR-Bürgerrechtler, Philosoph und evangelischer Theologe
- Wolfram Wagner (Chemieingenieur) (* 1943), deutscher Chemieingenieur
- Wolfram Wagner (Komponist) (* 1962), österreichischer Komponist
- Wolfram Wagner (Fußballspieler) (* 1972), deutscher Fußballspieler
- Wolfram Waibel senior (1947–2023), österreichischer Sportschütze
- Wolfram Waibel junior (* 1970), österreichischer Sportschütze
- Wolfram Weimer (* 1964), deutscher Verleger und Publizist
- Wolfram Weniger (* 1940), deutscher Schauspieler
- Wolfram Wette (* 1940), deutscher Historiker und Friedensforscher
- Wolfram Wolfskeel von Grumbach († 1333), von 1322 bis 1333 Bischof von Würzburg
- Wolfram Wuttke (1961–2015), deutscher Fußballspieler
- Wolfram Zillig (1925–2005), deutscher Molekularbiologe

### Familienname
- Adam Wolfram (1902–1998), deutscher Gewerkschafter und Politiker
- Andreas Wolfram (Sportschütze) (* 1957), deutscher Sportschütze
- Andreas Wolfram (Musicaldarsteller), deutscher Musicaldarsteller
- Aurel Wolfram (1896–1948), österreichischer Erzähler und Kulturhistoriker
- Clara Wolfram (* 1998), österreichische Film- und Theaterschauspielerin
- Conrad Wolfram (* 1970), britischer Mathematiker und Softwareentwickler
- Eberhard Wolfram (1882–1947), deutscher Marineoffizier
- Erich Wolfram (1928–2003), deutscher Politiker (SPD), MdB
- Georg von Wolfram (1851–1923), deutscher Politiker
- Georg Wolfram (1858–1940), deutscher Archivar, Bibliothekar und Historiker
- Gerhard Wolfram (1922–1991), deutscher Dramaturg, Theaterregisseur und -intendant
- Gernot Wolfram (* 1975), deutscher Journalist und Schriftsteller
- Günter Wolfram (1930–2004), deutscher Politiker (SPD)
- Günther Wolfram (* 1936), deutscher Ernährungswissenschaftler und Hochschullehrer
- Hans-Joachim Wolfram (1934–2016), deutscher Fernsehmoderator
- Heinz Wolfram (1935–2022), deutscher Eisschnellläufer
- Hermann Ludwig Wolfram (Pseudonym F. Marlow; 1807–1852), deutscher Schriftsteller
- Herwig Wolfram (* 1934), österreichischer Mittelalterhistoriker und -archäologe
- Hugo Wolfram (1925–2015), deutsch-britischer Industriekaufmann und Schriftsteller
- Inga Wolfram (* 1956), deutsche Autorin, Journalistin und Regisseurin
- Inge Wolfram (* 1949), deutsche Malerin und Grafikerin
- Jakob Wolfram († 1885), deutscher Gutsbesitzer und Politiker, MdL Kurhessen
- Jochen Wolfram (* 1966), deutscher Segler
- Joseph Wolfram (1789–1839), böhmischer Komponist
- Karl Wolfram (Sänger) (1900/1913–1989), deutscher Opernsänger (Bariton)
- Karl Franz Ernst Wenzel Wolfram (1777–1839), deutsch-böhmischer Jurist
- Lea Wolfram (* 1992), deutsche Schauspielerin
- Luise Wolfram (* 1987), deutsche Schauspielerin
- Marko Wolfram (* 1974), deutscher Politiker (SPD)
- Martin Wolfram (* 1992), deutscher Wasserspringer
- Maximilian Wolfram (* 1997), deutscher Fußballspieler
- Paul Wolfram (1871–1946), deutscher Konteradmiral
- Richard Wolfram (1901–1995), österreichischer Volkskundler
- Rudolf Wolfram (* 1936), deutscher Geistlicher und Heimatforscher
- Sabine Wolfram (* 1960), deutsche Prähistorikerin
- Stephen Wolfram (* 1959), englischer Informatiker, Physiker und Mathematiker
- Sybil Wolfram (1931–1993), britische Anthropologin und Philosophin
- Vanessa Wolfram (* 1999), deutsche Radsportlerin
- Wolfgang Wolfram (* 1939), deutscher Fußballspieler
- Wolfgang Wolfram von Wolmar (1910–1987), österreichisch-deutscher Journalist